# ACG·帕內爾學院
ACG·帕內爾學院，是一所獨立的男女同校機構，它是ACG（也稱為Academic Colleges Group）學校集團的一部分，並且是紐西蘭獨立學校（ISNZ）的成員。這所學校位於紐西蘭奧克蘭的帕奈爾郊區。學校提供劍橋大學國際考評部和國際文憑課程，並且也是紐西蘭劍橋學校協會的成員。

ACG Parnell學院分為四個校區。早教學校位於Park Road 110號，小學部位於George Street 39號，中學部位於2 Titoki Street（ACG Parnell College主樓），而高級校區位於9 Davis Crescent。

## 歷史
ACG·帕內爾學院（前身為ACG Junior College）於1998年成立，最初為7至10年級的學生提供教育。隨後於2007年重新開發、更名並擴展，提供1至13年級的學位。
2019年，ACG·帕內爾學院開設了一個新的擴建項目，名為ACG Senior Campus，位於Newmarket的9 Davis Crescent。這個獨特的大學預科風格校園提供劍橋國際考試和國際學士學位。新的高級校區僅面向12年級和13年級的學生。同樣，在2020年7月，一所早教學校也開設了。

## 學校領導
Larne Edmeades先生是學校的前任校長 ，於2005年被任命。Edmeades先生與教職員工共同建立和發展了新的ACG校園。他在2016年底離開學院後，Ed Coup先生擔任了代理校長的職務。在2017年6月初，Russell Brooke先生成為校長，並在2020年3月1日離開學校，由Damian Watson先生成為現任校長。
校長負責小學和大學部。在ACG Parnell學院，高級領導團隊由校長、兩名副校長、一名副校長和一名助理校長（教牧）組成。
該學校聘用了大約100名教師和20多名行政人員。

## 課程
ACG·帕內爾學院為11至13年級的學生提供劍橋大學國際考評部。自2019年起，由於與ACG Senior College的合併，ACG Parnell學院也開始提供國際文憑課程（IBDP）。然而，從2022年開始，國際文憑課程（IBDP）將不再提供，學校的最後一個IB課程（13年級）將於2023年12月畢業。
9年級和10年級的學生可以學習高級數學，而10年級的學生還可以學習高級科學。學習高級數學和科學的10年級學生將在11月參加劍橋IGCSE考試（通常在11年級參加）。
所有5年級的學生學習西班牙語，所有6年級的學生學習法語，或者獲得額外的英語支援。從7年級開始，學生可以選擇學習西班牙語或中文（普通話）。語言課程是10年級及以下的必修課程。

## 人口統計
根據教育審查辦公室在2019年11月29日進行的最後一次訪問，ACG·帕內爾學院目前的學生人數約為1450人，涵蓋1至13年級。每個班級的學生人數最多為28人。學校的性別比例約為45%女生和55%男生。
關於種族構成，約21%的學生是歐洲裔新西蘭人，30%是華裔新西蘭人，8%是印度裔新西蘭人，而其他種族群體佔41%（使用了優先種族方法來處理多種族的人）。

## 著名校友
- Jennie，韓國女子偶像團體BLACKPINK成員。

## 外部連結
- 官方網站 （页面存档备份，存于）